# Brakotjärnen
Brakotjärnen är en sjö i Ludvika kommun i Dalarna och ingår i Göta älvs huvudavrinningsområde. Sjöns area är 0,0128 kvadratkilometer och den är belägen 320 meter över havet.